# Чемпионат Канады по кёрлингу среди мужчин 1973
Чемпионат Канады по кёрлингу среди мужчин 1973 (англ. 1973 Macdonald Brier) проводился в городе Эдмонтон (провинция Альберта) с 5 по 11 марта 1973 года. Турнир проводился в 44-й раз. В Альберте чемпионат проводился в 4-й раз, в Эдмонтоне — во 2-й раз.
Победитель получал право представлять Канаду (как «команда Канады»; англ. Team Canada) на чемпионате мира 1973, который проходил в марте 1973 в городе Реджайна (провинция Саскачеван, Канада).
В турнире приняло участие 11 команд, представляющих провинции и территории Канады.
Чемпионом стала (6-й раз в истории чемпионатов) команда, представляющая провинцию Саскачеван (для команды, которую возглавлял скип Харви Мазинке, это была 1-я победа). Серебряные медали завоевали две команды: команда, представляющая провинцию Новая Шотландия (скип Peter Hope), и команда, представляющая провинцию Онтарио (скип Пол Сэвидж).

## Формат соревнований
Команды играют между собой по круговой системе в один круг.

## Команды
| Команда                 | Четвёртый     | Третий       | Второй           | Первый             | Клуб                          |
| ----------------------- | ------------- | ------------ | ---------------- | ------------------ | ----------------------------- |
| Альберта                | Mel Watchorn  | Jim Fox      | Terry Watchorn   | Merv Watchorn      | Fairview CC (Fairview)        |
| Британская Колумбия     | Jack Tucker   | Берни Спаркс | Джим Армстронг   | Gerry Peckham      | Richmond WC (Ричмонд)         |
| Квебек                  | Dave Moon     | Andre Emong  | Ken Graham       | Claude Coursol     | Caledonia CC (Уэстмаунт)      |
| Манитоба                | Danny Fink    | Род Хантер   | Джим Петтапис    | John Hunter        | Granite CC (Виннипег)         |
| Новая Шотландия         | Peter Hope    | Jim Florian  | Gene Mattatall   | Bob Margeson       | Dartmouth CC (Dartmouth)      |
| Нью-Брансуик            | Louis Dugre   | Joe Klein    | Dave Romkey      | Doug Wiggins       | CFB Curtis Park CC (Chatham)  |
| Ньюфаундленд и Лабрадор | Jim Ward      | Mike Brennan | Dick Narduzzi    | Jim Noble          | Carol CC (Labrador City)      |
| Онтарио                 | Пол Сэвидж    | Bob Thomson  | Эд Вереник       | Ron Green          | Scarborough G&CC (Скарборо)   |
| Остров Принца Эдуарда   | Bob Dillon    | Doug Cameron | John Fortier     | Merrill Wiggington | Charlottetown CC (Шарлоттаун) |
| Саскачеван              | Харви Мазинке | Билл Мартин  | Джордж Ахтимичук | Дэн Клиппенштейн   | Regina CC (Реджайна)          |
| Северное Онтарио        | Don Harry     | Morley Harry | Peter Wong       | Art Mousseau       | Sudbury CC (Садбери)          |

(скипы выделены полужирным шрифтом)

## Итоговая классификация
| М  | Команда                            | В | П |
| -- | ---------------------------------- | - | - |
| 1  | Саскачеван (Харви Мазинке)         | 9 | 1 |
| 2  | Новая Шотландия (Peter Hope)       | 6 | 4 |
| 2  | Онтарио (Пол Сэвидж)               | 6 | 4 |
| 4  | Альберта (Mel Watchorn)            | 5 | 5 |
| 5  | Британская Колумбия (Jack Tucker)  | 5 | 5 |
| 6  | Нью-Брансуик (Louis Dugre)         | 5 | 5 |
| 7  | Остров Принца Эдуарда (Bob Dillon) | 5 | 5 |
| 8  | Манитоба (Danny Fink)              | 4 | 6 |
| 9  | Ньюфаундленд и Лабрадор (Jim Ward) | 4 | 6 |
| 10 | Северное Онтарио (Don Harry)       | 3 | 7 |
| 11 | Квебек (Dave Moon)                 | 3 | 7 |

## Награды
Команда всех звёзд (All-Stars team)
По результатам точности бросков (в процентах) игроков в матчах кругового этапа на каждой позиции определяется команда «всех звёзд».
| Четвёртый (скип)           | Третий                   | Второй                     | Первый              |
| -------------------------- | ------------------------ | -------------------------- | ------------------- |
| Харви Мазинке · Саскачеван | Билл Мартин · Саскачеван | Dave Romkey · Нью-Брансуик | Ron Green · Онтарио |

Ross Harstone Sportsmanship Award
(Приз имени Росса Хардстона за воплощение спортивного духа)
- Mel Watchorn ( Альберта)[5]